# Another Girl
Az Another Girl a The Beatles együttes 1965-ös dala a Help! albumról. A dal szerzője Paul McCartney, de a dal Lennon–McCartney-szerzeményként jelent meg.
A dal a tunéziai Hammámetben született, ahol McCartney éppen nyaralt. A dal a Jane Asherrel folytatott kapcsolatát taglalja, vagyis azt a tényt, hogy állítólag a barátnője mellett más lányokkal is találkozott és külön lakást tartott fenn ennek érdekéban Londonban.
Miután február 14-én hazatért, másnap frissen fel is vették a dalt a Ticket to Ride felvételeit követően. Az utána következő napon pedig George Harrison gitárszólóját és egy elektromos gitárszólamot is felvettek. Harrison előállít egy másik gitárszólam öteletével is, de ezt McCartney megvétózta. 
A Help! című film Bahamákon játszó jelenetében csendül fel a dal. A felvételen Harrison egy Rickenbacker gitárt, valamint McCartney Höfner basszusát pengeti.

## Közreműködött
Ian MacDonald szerint:
- Paul McCartney – duplázott ének, basszusgitár, szólógitár
- John Lennon – vokál, akusztikus gitár
- George Harrison – vokál, elektromos gitár
- Ringo Starr – dob